# Ágnes Hellerová
Ágnes Hellerová (maďarsky Heller Ágnes, 12. května 1929, Budapešť – 19. července 2019) byla maďarská filosofka a disidentka.

## Život
Byla židovského původu a její otec zahynul v Osvětimi. V roce 1947 vstoupila do komunistické strany. O dva roky později byla ze strany pro nespolehlivost vyloučena, ale za vlády Imre Nagyho zase přijata. Byla studentkou marxistického filozofa Györgyho Lukácse a od roku 1955 přednášela na univerzitě v Budapešti. Po porážce maďarského povstání byla v roce 1958 ze strany znovu vyloučena a musela dočasně odejít z univerzity, na kterou se však v roce 1963 mohla vrátit.
V srpnu 1968 byla na mezinárodní filozofické konferenci na chorvatské Korčule, kde se dozvěděla o invazi vojsk Varšavské smlouvy do Československa včetně maďarské armády. Účastníci sepsali tzv. Korčulskou deklaraci, ve které invazi odsoudili. Deklarace byla přetištěna v západní tisku. Nikdo z maďarských signatářů svůj podpis po návratu do Maďarska neodvolal. V roce 1973 byla Ágnes Hellerová znovu propuštěna z univerzity a společně s manželem, filozofem Ferencem Fehérem (1933–1994), odešla roku 1977 do exilu v australském Melbourne. Na New School for Social Research v New Yorku přednášela 25 let politickou teorii . Ágnes Hellerová získala řadu vyznamenání a ocenění, mimo jiné roku 2008 českou pamětní medaili Karla Kramáře.
Po pádu komunistického režimu v Maďarsku se vrátila a stala se členkou Maďarské akademie věd. Kritizovala premiéra Viktora Orbána. Po jeho nástupu do funkce byla s několika kolegy z Akademie věd vyšetřována pro údajnou zpronevěru veřejných peněz. Mezinárodní tisk a její kolegové to popisovali jako vyřizování účtů vlády s jejími kritiky. V roce 2012 bylo vyšetřování zastaveno.